# Opus III
Opus III var en brittisk musikgrupp som spelade techno och house. Sångerska var Kirsty Hawkshaw. 1992 fick de en hit med låten "It's a Fine Day".

## Diskografi
Album
- Mind Fruit (1992)
- Guru Mother (1994)

Singlar
- "It's a Fine Day" (1992) (#5 på UK Singles Chart, #1	på US Dance Chart)
- "I Talk to the Wind" (1992) (UK #52)
- "When You Made The Mountain" (1994) (UK #71, US #1)
- "Hand in Hand (Looking for Sweet Inspiration)" (1994) (US #14)